# 黃至剛
黃至剛博士（Lawrence T. Wong, Ph.D.）生於福建省泉州市，1954年移居至香港，在香港完成中學學業。1961年畢業於台灣國立成功大學機械工程學系。後於美國托雷多大學獲得機械工程碩士學位。1970年獲得美國密西根州立大學（Michigan State University）機械工程博士學位。畢業後曾任職美國國家航空暨太空總署（NASA）和福特汽車公司。
1984年調任台灣福特汽車公司，由於工作上的傑出表現，很快便升任台灣福特公司首位華人總裁。在黃至剛任職的1984年至1996年間，帶領台灣福特雄霸台灣汽車市場，並促使日本車廠與國內車廠合作及技術轉移，帶動台灣機械及其他產業的發展，對台灣經濟發展可說是功不可沒。
黃至剛於1996年獲聘擔任香港賽馬會行政總裁，任職前其自言對賽馬一無所知。但在其特有的經營手法下（收入之97%回饋社會，剩餘3%為管理及更新設備費用），使香港賽馬會成為公益、慈善、娛樂之非營利性機構，並且創辦了香港體育學院，資助興建香港科技大學，捐助慈善機構，支援各種福利建設、基層公共建設等。黃至剛已於2007年1月退休。
黃至剛曾於2001年獲頒國立成功大學校友傑出成就獎。